# Jeden stříbrný
Jeden stříbrný é um filme de drama tchecoslovaco de 1976 dirigido e escrito por Jaroslav Balík. Foi selecionado como represente da Tchecoslováquia à edição do Oscar 1977, organizada pela Academia de Artes e Ciências Cinematográficas.

## Elenco
- Anatolij Kuzněcov - Laco Tatar (as Anatolij Kuznecov)
- Emil Horváth - Martin Uher
- Július Vasek - Gabor
- Ferdinand Kruta - Matej Korínek
- Miroslav Moravec - Forman